# Dypsis hovomantsina
Espèce
Statut de conservation UICN

 CR C2a(i) : 
En danger critique
Dypsis hovomantsina est une espèce de palmiers (Arecaceae), endémique de Madagascar. En 2012, comme en 1995, elle est considérée par l'IUCN comme une espèce en danger critique d'extinction. Elle est menacée principalement par la déforestation due à l'exploitation forestière et l'agriculture itinérante, la cueillette de son cœur qui est comestible et le commerce des graines pour l'horticulture.